# Riqui Puig
Ricard Puig Martí (Matadepera, 1999. augusztus 13.–) közismert nevén: Riqui Puig profi spanyol labdarúgó, posztját tekintve középpályás. Az MLS-ben szereplő Los Angeles Galaxy játékosa.

## Pályafutása

### FC Barcelona

#### Ifjúsági karrier
Puig 2008-tól öt esztendeig a Jàbac Terrassa csapatában nevelkedett, amíg le nem igazolta 2013-ban a Barcelona. Ahol az U16-os korsztálytól felfelé ívelve a Barca B csapatáig jutott.
2018-ban a Barcelona Juvenil A korosztályos együttesével, megnyerték a 2017/18-as UEFA Ifjúsági Liga-t. A döntőben az ellenfél a Chelsea U19-es utánpótlás csapata volt. Amely mérkőzés 0–3-ra végződött.

#### Barca B
2018. február 4-én nevezték először a Barcelona B csapatába. Három hét múlva a Gimnàstic de Tarragona elleni 1-1-es mérkőzésen debütált a 69. percben Marcus McGuane-t váltotta.
2019. szeptember 14-én megszerezte első gólját a 77. minutumban a AE Prat elleni 2–2-es  mérkőzésen.

#### A felnőttcsapatban
2018. október 31-én nevezték először a Cultural y Deportiva Leonesa elleni kupamérkőzésre. A december 5-i visszavágón debütált a 4–1-re megnyert összecsapáson, az 55. percben Oriol Busquetst váltotta, és a negyedik gólnál egy gólpasszt is kiosztott, amit Denis Suárez értékesített.
2019. április 13-án pedig a La Ligába is bemutatkozott, a Huesca elleni 0–0-ás mérkőzésen, 67' perc játéklehetőséget kapott.
2020. október 6-án hivatalosan a csapat játékosa lett, és a 12-es mezszám lett az övé.
November 24-én debütált a Bajnokok Ligájában, a Dinamo Kyiv elleni 0–4-s idegenbeli mérkőzésen, a 65. percben Miralem Pjanićot váltva.
2021. január 13-án a Barca 1-1-es rendes játékidőt követően tizenegyesekkel 2-3-ra legyőzte a Real Sociedadot a Spanyol Szuperkupa elődöntőjében. Puig értékesítette az utolsó, mindent eldöntő büntetőt. Ez volt az első szuperkupa mérkőzése. Négy nappal később a döntőben az Athletic Bilbao együttesével kellett megküzdenijük, amely összecsapáson a rendes játékidőt követően a 94. percében vesztették el a mérkőzést. A találkozó 97. percében váltotta Sergio Busquetst.
Január 24-én szerezte meg első gólját, a La Liga, Elche CF elleni 0–2-s bajnoki találkozóján. Mindössze a 89. percben Frenkie de Jong beadását fejelte a kapu bal oldalába.
2022. január 2-án lépett pályára 50. alkalommal a nagycsapatban az RCD Mallorca elleni bajnokin. A találkozón végig a pályán volt.

### Los Angeles Galaxy
2022. augusztus 4-én ingyen megszerezte játékjogát az amerikai klub, és 2025-ig írt alá.
Augusztus 20-án az MLS - 30. fordulójában debütált a Seattle Sounders elleni döntetlenen, a 62. percben Víctor Vázquezt váltotta.
Szeptember első napján szerezte első gólját a Toronto elleni 2–2-s bajnoki 89. percében, amellyel 2–2-re mentette a mérkőzést.

### Válogatottban

#### Spanyolország U21
2020. szeptember 3-án mutatkozott be a 2021-es U21 Európa-bajnokság selejtezőkörében, az Észak-macedón U21-es válogatottja ellen a 0–1-s vendégbeli találkozón.
2021. március 15-én Luis de la Fuente beválogatta a 23 fős keretbe, amelyen képviselték a csapatot a 2021-es U21-es Európa-bajnokságon.

## Statisztika
2023. június 25-i állapot szerint.
| Klub             | Szezon           | Bajnokság          | Bajnokság | Bajnokság | Kupa  | Kupa  | Nemzetközi | Nemzetközi | Egyéb | Egyéb | Összes | Összes |
| Klub             | Szezon           | Liga               | Mérk.     | Gólok     | Mérk. | Gólok | Mérk.      | Gólok      | Mérk. | Gólok | Mérk.  | Gólok  |
| ---------------- | ---------------- | ------------------ | --------- | --------- | ----- | ----- | ---------- | ---------- | ----- | ----- | ------ | ------ |
| Barcelona B      | 2017–18          | LaLiga2            | 3         | 0         | —     | —     | —          | —          | —     | —     | 3      | 0      |
| Barcelona B      | 2018–19          | Segunda División B | 32        | 0         | —     | —     | —          | —          | —     | —     | 32     | 0      |
| Barcelona B      | 2019–20          | Segunda División B | 21        | 2         | —     | —     | —          | —          | —     | —     | 21     | 2      |
| Barcelona B      | Összesen         | Összesen           | 56        | 2         | —     | —     | —          | —          | —     | —     | 56     | 2      |
| Barcelona        | 2018–19          | La Liga            | 2         | 0         | 1     | 0     | —          | —          | —     | —     | 3      | 0      |
| Barcelona        | 2019–20          | La Liga            | 11        | 0         | 1     | 0     | 0          | 0          | —     | —     | 12     | 0      |
| Barcelona        | 2020–21          | La Liga            | 14        | 1         | 4     | 0     | 4          | 0          | 2     | 0     | 24     | 1      |
| Barcelona        | 2021–22          | La Liga            | 15        | 1         | 1     | 0     | 2          | 0          | 0     | 0     | 18     | 1      |
| Barcelona        | Összesen         | Összesen           | 42        | 2         | 7     | 0     | 6          | 0          | 2     | 0     | 57     | 2      |
| LA Galaxy        | 2022             | MLS                | 10        | 3         | 0     | 0     | 0          | 0          | 2     | 0     | 12     | 3      |
| LA Galaxy        | 2023             | MLS                | 17        | 1         | 3     | 1     | 0          | 0          | 0     | 0     | 20     | 2      |
| LA Galaxy        | Összesen         | Összesen           | 27        | 4         | 3     | 1     | 0          | 0          | 2     | 0     | 32     | 5      |
| Karrier összesen | Karrier összesen | Karrier összesen   | 125       | 8         | 10    | 1     | 6          | 0          | 4     | 0     | 145    | 9      |

1. ↑  Mérkőzése(i) a Bajnokok Ligájában.
2. ↑  Mérkőzése(i) a Spanyol Szuperkupában.
3. ↑  A Bajnokok Ligájában, és az Európa Ligában egyszer lépett pályára.
4. ↑  MLS Play Off

## Családja
Puig édesapja, Carlos szintén focista volt. Balhátvédként játszott a Terrassa FC csapatában.

## Sikerei, díjai

### Klub

#### Barcelona
- Spanyol bajnokság: 2018–19
- Spanyol kupa: 2020–21

Egyéni
- MLS All-Stars: 2023